# Clément Léonard
Clément Léonard, né le 29 août 1863 à Liège et mort le 26 janvier 1903 à Liège, est un architecte belge, dont l'œuvre s'inscrit en grande partie dans le style néogothique.

## Biographie
Clément Jean Marie Joseph Napoléon Léonard, né le 29 août 1863 à Liège, est le fils d'Henri Léonard, négociant, et de Cécile Hermant.
Formé dans les écoles Saint-Luc, il suit à l'université catholique de Louvain les cours de Georges Helleputte. Il participe à la fondation de la Corporation des Métiers et Négoces, qu'il préside. Au niveau architectural, il s'est spécialisé dans l'édification d'édifices religieux. Clément Léonard est un ardent défenseur de l'esthétique néogothique développée par Jean-Baptiste Bethune. Son œuvre se rattache aux théories qui seront développées dans l'enseignement de l'école des métiers d'art de l'abbaye de Maredsous.
À la suite de son décès le 26 janvier 1903 à Liège, ses funérailles sont célébrées à l'église Sainte-Véronique de Liège et il est inhumé au cimetière de Robermont.

## Réalisations
Il a établi les plans des édifices suivants :
- 1892 : Église Saint-Louis de Liège (intégrée au Collège Saint-Louis) ;
- 1893-1899 : Église Saints-Antoine-Ermite-et-Apolline de Pepinster ;
- 1896-1899 : Église Saint-Rémy de Ittre ;
- 1899-1901 : Église Saint-Nicolas de La Roche-en-Ardenne ;
- 1901 : Église Saint-Hubert d’Esneux ;

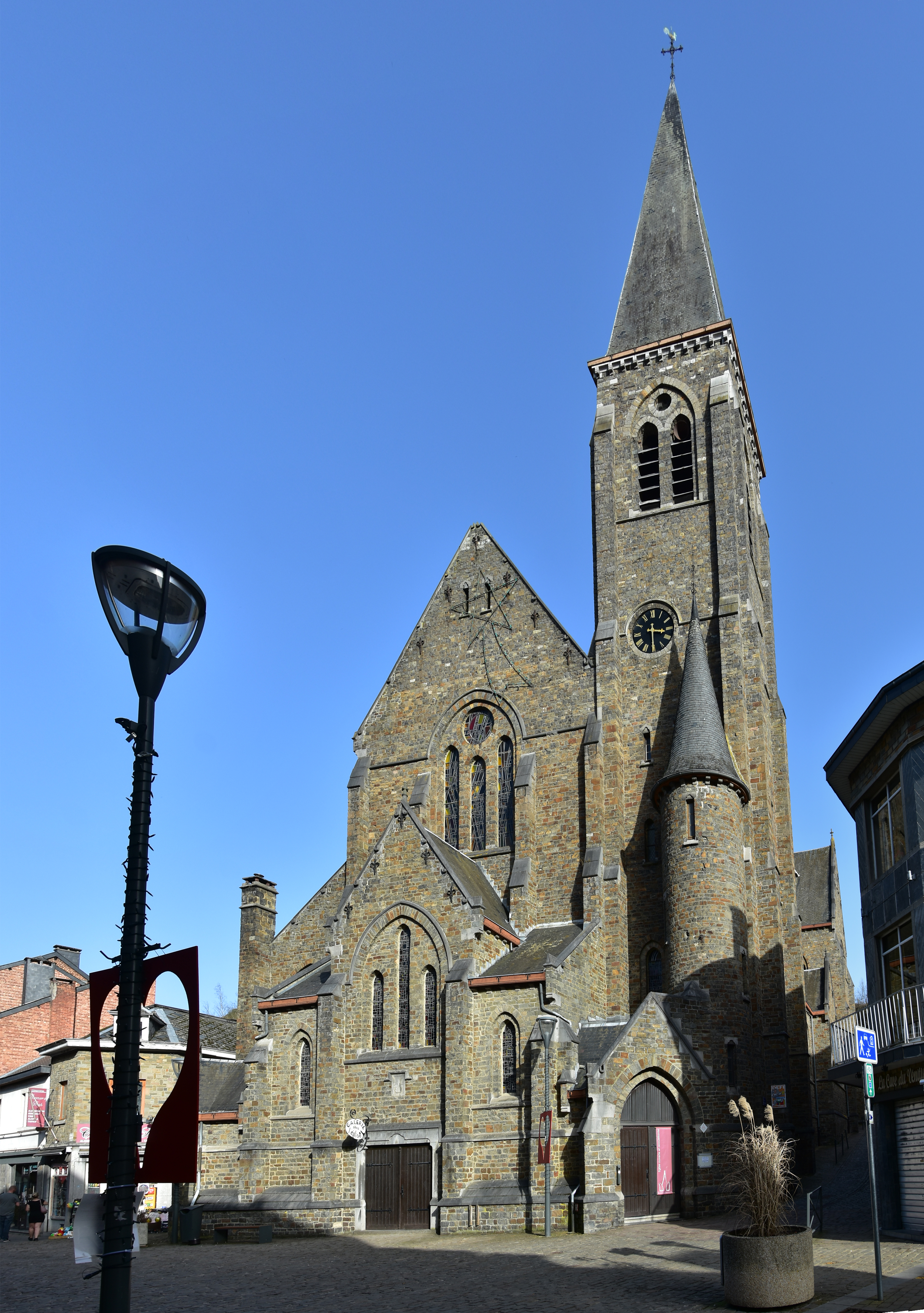
Église Saint-Nicolas de la Roche-en-Ardenne.

- Église Saint-Nicolas de la Roche-en-Ardenne.1903 : Église Saints-Victor-et-Léonard de Liège[4].